# Laura Mendoza Suasti
Laura Eulalia Irene Mendoza Suasti (Quito, 14 de marzo de 1924-31 de marzo de 2018) fue una cantante ecuatoriana de pasillos, sanjuanitos y pasacalles. Junto con su hermana Mercedes Olimpia formó el dúo vocal Hermanas Mendoza Suasti,  en el que Laura era la primera voz.

## Biografía
Sus padres fueron José Mendoza y María Suasti. Empezó a cantar cuando tenía cuatro años, ya que su padre conformaba un dúo aficionado con el compositor ibarreño Luis Sánchez Peñaherrera; autor del pasillo De conchas y corales. Laura tuvo 12 hijos y 30 nietos.

## Carrera artística
Antes de empezar la escuela, actuó con gran éxito por primera vez junto a su hermana en un programa artístico de la Convención Nacional Vicentina (devotos de San Vicente Ferrer), en un evento realizado en el teatro del Convento de Santo Domingo de Quito.
Comenzó su carrera profesional en 1940, a los 7 años, cuando junto a su hermana firmó contrato con Radio Quito como artista exclusiva. Sus primeras grabaciones con la discográfica RCA Víctor incluyeron los temas: Cariñito Santo, pasillo de Gonzalo Moncayo, y El destino me aleja, albazo de Gonzalo de Veintimilla; De Conchas y Corales (Angelina), pasillo de Luis Sánchez Peñaherrera, y Estrella de Amor, valse, también de Luis Sánchez Peñaherrera.
Con 60 años de vida artística y un catálogo discográfico de aproximadamente 900 canciones, se retiró de los escenarios debido a una cirugía de rodilla.